# Jörg Kölderer

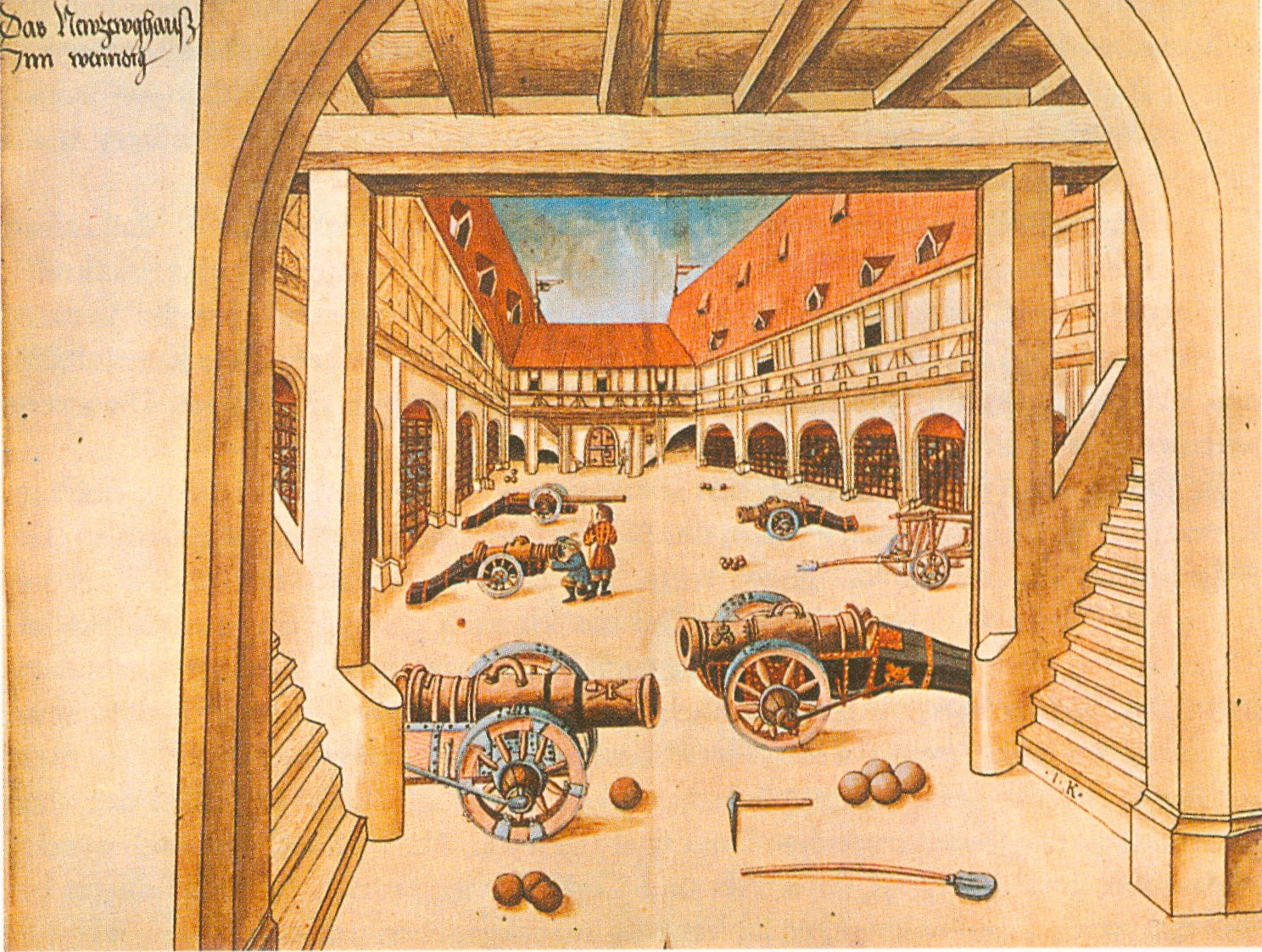
Jörg Kölderer: Das Innsbrucker Zeughaus um 1507

Jörg Kölderer (* um 1465/70 in Weiler Hof bei Inzing, Tirol; † Juli 1540 in Innsbruck, Tirol) war ab 1494 Hofmaler und dann ab 1518 auch Hofbaumeister Kaiser Maximilians I.
Kölderer lieferte Vorarbeiten zur Ehrenpforte, die dann Albrecht Dürer in die Tat umsetzte.
Sein Geburtshaus, der Wanner Hof besteht noch. Benedikt Kuby verfilmte die Hofübergabe durch den letzten Hofbauer im Jahr 2013.
Die vom Jörg Kölderer erstellte Wappenrolle ist die sogenannte Köldererrolle mit 39 Figuren einschließlich ihrer Wappen für das Grabmal Maximilians I. in Innsbruck geschaffen und im Kunsthistorischen Museum Wien, Kunstkammer, zu sehen.